# Christophe Agou
Pour les articles homonymes, voir Agou.
Christophe Agou est un photographe documentaire français, né le 14 octobre 1969 à Montbrison (Loire) et mort le 16 septembre 2015 à New York.

## Biographie
Christophe Agou, né à Montbrison en 1969,  apprend la photographie de manière autodidacte. Dès le début des années 1990, il développe un style photographique proche du documentaire pour saisir, de manière allusive, la condition humaine. En 1992, il déménage à New York où il commence à prendre des photographies dans la rue évoquant des sentiments de nostalgie et d'isolement.
A New York, il est connu pour ses photographies des décombres du 11 septembre, Ground Zero, qui furent utilisées dans de nombreuses publications. Sa notoriété s'accroît avec ses photographies sur le métro de New York réunies dans son ouvrage Life Below datant de 2004.
En 2002, il revient en France, en Forez, et développe un projet autour d'une communauté de paysans dont l'identité est enracinées dans la terre. Il les suit pendant huit années en les photographiant et en les filmant lors de leurs activités. Il en résulte l’ouvrage Face au silence et le documentaire Sans adieu.
Christophe Agou meurt le 16 septembre 2015 à New York à l’âge de 45 ans des suites d’un cancer.

## Œuvres

### Life Below
Christophe Agou écrit dans son livre publié par Quantuck Lane Press, « Le monde souterrain du métro de New York devient le lieu de rendez-vous hasardeux avec de familiers inconnus. Je n’ai aucune destination précise. À chaque fois que je pars ‘sous terre’, le cœur y est. »

### Face au Silence
En 2010, le livre Face au Silence s’est vu décerner le prix de la 17e édition du meilleur livre européen de photographie (European Publishers Award for Photography). Il est édité par Actes sud.

### Sans adieu
Ce film documentaire, sorti le 25 octobre 2017, a été présenté au festival de Cannes 2017. Christophe Agou a pu en terminer le premier montage avant son décès. Tourné dans la plaine du Forez, Sans adieu présente un monde paysan en train de disparaître. Le personnage central est Claudette, 75 ans, truculente paysanne à la retraite ; « sans adieu » était son expression pour dire « au revoir ».

## Prix et récompenses
- 2013 : bourse du Centre national du cinéma et de l'image animée
- 2012 : bourse du Centre national du cinéma et de l'image animée
- 2010 : lauréat de l’European Publishers Award for Photography
- 2009 : mention spéciale du prix Kodak de la critique photographique
- 2008 : finaliste du prix de la photographie de l’Académie des beaux-arts de Paris
- 2006 : finaliste du W. Eugene Smith Grant in Humanistic Photography
- 2002 : Ai-AP American Photography Award
- 2002 : mention honorable du magazine Picture of the Year
- 2000 : Project Competition - Santa Fe Prize for Photography
- 1999 : Attention Talent Photo Award Fnac

## Collections
- Bnf (Bibliothèque nationale de France), Paris, France
- Musée d'Art Roger-Quilliot (MARQ), Clermont-Ferrand, France
- Museum of Fine Arts, Houston, USA
- Neuberger Museum of Art, Purchase, USA
- Smithsonian American Art Museum, Washington D.C., USA
- The Akron Art Museum Akron, USA
- Southeast Museum of Photography (en), Daytona, USA
- The New York Public Library (en), New York, USA
- Frances Lehman Loeb Art Center (en), Poughkeepsie USA
- The New-York Historical Society, New York USA
- Galeries Photo-Fnac, Paris France
- The Joy of Giving Something, New York USA[5].

## Monographies
- Les Faits secondaires, 2013,  (ISBN 978-1-4675-7085-5)
- Face au silence, Actes Sud, 2010,  (ISBN 2-7427-9542-1)
- In the Face of Silence,  Dewi Lewis Publishing, 2011,  (ISBN 1-907893-04-0)
- Di fronte al silenzio, Peliti Associati, 2011,  (ISBN 88-89412-47-X)
- Gesichter der Stille, Édition Braus, 2011,  (ISBN 3-86228-003-9)
- Ante el silencio, Lunwerg Editores, 2011,  (ISBN 978-84-9785-718-5)
- Aπέναντι Στη Σιωπή, Apeiron Photos, 2011
- Life Below, The New York City Subway, Quantuck Lane Press / W.W. Norton & Company (en), en 2004,  (ISBN 1-59372-008-4).

## Expositions
- 2014 : Galerie Intervalle, Paris
- 2012 : Musée d'Art Roger-Quilliot, Clermont-Ferrand
- 2012 : Fait & Cause Galerie, Paris
- 2011 : Rencontres d'Arles